# فيرا بيترز
فيرا بيترز (بالإنجليزية: Vera Peters)‏‏ (28 أبريل 1911 - 1 أكتوبر 1993 في تورونتو) عالمة أورام، وطبيبة من كندا.

## التعليم
تعلمت فيرا بيترز في:
- جامعة تورنتو

## الجوائز
حصلت فيرا بيترز على الجوائز الآتية:
- قاعة مشاهير الطب الكنديين[7]